# Press (journal)
Press est un quotidien serbe publié à Belgrade. Ce tabloïd a été créé par un groupe d'anciens journalistes du quotidien Kurir. Il a paru pour la première fois le 15 décembre 2005.